# アグファフォト・ホールディング
アグファフォト・ホールディング有限会社（ドイツ語: AgfaPhoto Holding GmbH）は、デジタル写真用の写真機や記憶媒体、銀塩写真用のフィルム等を製造・販売を行う権利を所有するドイツの企業、持ち株会社である。「アグファフォト」についての諸権利等は、アグファフォト・ホールディングがライセンス所有している。1867年（慶応3年）に設立されたアグフア（現在のアグフア・ゲバルト）が開拓し、築いてきた写真事業の正統な継承者であるが、資本関係はない。

## 略歴・概要
2004年（平成16年）、ベルギーの企業アグフア・ゲバルトは同年11月1日を締切日として、自社の「消費者イメージング事業」のすべてについてを、買収価格17億5,500万ユーロでのMBO（マネジメント・バイアウト）を行った。同事業には、フィルム事業や現像関連製品、ラボ機材等が含まれており、これによって翌11月2日、アグファフォト有限会社（ドイツ語: AgfaPhoto GmbH）が新たに設立された。この事業売却は、アグフア・ゲバルトにとっては、現金以外の勘定では4億3,000万ユーロの損失ではあったが、現金ベースでは2億6,000万ユーロの黒字計上を得ている。
しかしながら翌2005年（平成17年）5月27日、新会社アグファフォト有限会社が破産申請を行うに至る。デジタル・フォトグラフィ・レヴューの報道によれば、アグファフォト・ホールディングは、アグファフォトの破産申請には関与していなかった。売却元のアグフア・ゲバルトももちろん影響を受けないと述べた。
同年、アグファフォトは解散し、アグフア・ゲバルトから引き続きアグファフォトに勤務していたホルガー・ブッシュが独立し、ループス・イメージング&メディア（Lupus Imaging & Media）を起業、アグフアのフィルム製法を引き継ぎ、ヨーロッパ内のフィルム工場でOEM生産を発注することで、2007年（平成19年）から「アグファフォト」ブランドによる写真フィルムの生産を再開した。
アグファフォト・ホールディング有限会社は、登記上本店所在地をケルン市ホーエンツォレルンリング55番地に置き、実務上の本社をレーヴァークーゼン市に置く企業である。アグフア・ゲバルト株式会社/合資会社（Agfa-Gevaert NV & Co. KG）およびアグフア・ゲバルト株式会社（Agfa-Gevaert NV）との長期的な商標権についての合意に基づき、「アグファフォト」の商標および「レッドドット」マークの二次使用権を付与されている。デジタルカメラ、デジタルビデオカメラ、銀塩写真用のフィルムおよびレンズ付きフィルム、コンパクトフラッシュやUSBメモリ、モバイル・エナジー・プロダクト、デジタルフォトフレーム、ミニラボ、ユーザサービスと代替部品、光学および磁気記憶媒体、液晶テレビ、DVDプレーヤー、ポケットプロジェクタ、双眼鏡、メンテナンス用製品、インクカートリッジ、印画紙等の製品を「アグファフォト」の商標のもと、製造・販売を行っている。

## おもな製品

### フィルム
- アグファフォトヴィスタプラス100 - カラーネガフィルム、ISO100 （OEM先富士フイルム）
- アグファフォトヴィスタプラス200 - カラーネガフィルム、ISO200 （OEM先富士フイルム）
- アグファフォトヴィスタプラス400 - カラーネガフィルム、ISO400 （OEM先富士フイルム）
- アグファフォトAPX100プロフェッショナル - 白黒ネガフィルム、ISO100 （OEM先マコ→アグファ・ベルギー工場）
- アグファフォトAPX400プロフェッショナル - 白黒ネガフィルム、ISO400 （OEM先マコ→アグファ・ベルギー工場）
- アグファフォトCTプレキサ100 - カラーリバーサルフィルム、ISO100
- アグファフォトルボックスカメラフラッシュ - レンズ付きフィルム、フラッシュ付、27枚撮り
- アグファフォトルボックスカメラアウトドア - レンズ付きフィルム、27枚撮り
- アグファフォトルボックスカメラオーシャン - レンズ付きフィルム、防水カバー付、フラッシュ付、27枚撮り

### デジタルカメラ
- アグファフォトセレクタ16
- アグファフォトオプティマ3
- アグファフォトオプティマ145
- アグファフォトオプティマ147
- アグファフォトオプティマ105
- アグファフォトオプティマ104
- アグファフォトオプティマ103

## 日本での代理店
日本におけるデジタルカメラに関する正規代理店は、2009年（平成21年）3月の発売開始以降、エグゼモードが行っていた。2012年（平成24年）1月現在では、デジタルカメラ、デジタルビデオカメラ、デジタルフォトフレームについて、すべて製造が終了したとアナウンスしているこれはエグゼモード社が中華人民共和国のデジタル家電メーカー最大手「aigo」との業務提携・共同出資を行い、ブランド資源をaigoに一本化するための処置だった。この後、2012年4月以後アメリカ合衆国・ゼネラル・エレクトリック系の光学機器部門の在日法人であるジェネラル・イメージング・ジャパン株式会社がそれらの商品を受け継ぐことになった。
写真フィルムに関する正規代理店は株式会社パワーショベルであるが、これは製造元のループス・イメージング&メディアとの契約によるものである。